# Distrito de Huarmey
El distrito de Huarmey es uno de los cinco que integran la provincia peruana de Huarmey ubicada en el Departamento de Ancash, bajo la administración del Gobierno regional de Ancash, en el Perú.

## Historia
El Distrito de Huarmey fue creado legalmente el 2 de enero de 1857, mediante D. L. 662, promulgado por el presidente Ramón Castilla, en el marco de la creación de las primeras municipalidades del Perú a través de la Ley Transitoria de Municipalidades. En 1907, el presidente José Pardo y Barreda lo elevó a la categoría de Villa.

## Geografía
Tiene una superficie de 2 899,876 m².

## Capital
La capital del distrito es la ciudad de Huarmey.

## Autoridades

### Municipales
- 2019 - 2022[2]
  - Alcalde: Elmer Alfonso Dueñas Espíritu, del Partido Democrático Somos Perú.
  - Regidores:

  1. Alberto Lira Cruz (Partido Democrático Somos Perú)
  2. María Manuela Contreras Baca (Partido Democrático Somos Perú)
  3. Henry Walter Huayta Flores (Partido Democrático Somos Perú)
  4. Katia Martina Mariluz Gonzáles (Partido Democrático Somos Perú)
  5. Elvira Cruz Gaspar Mejia (Partido Democrático Somos Perú)
  6. José Antonio Saldívar Alva (Fuerza Popular)
  7. Andrés Walter Romero Sánchez (Movimiento Regional El Maicito)

## Turismo
El principal y más importante atractivo del distrito son sus hermosas playas. Posee balnearios exclusivos para acampar, practicar surf o simplemente para tomar un refrescante baño. A pesar de las altas temperaturas, el agua es fría todo el año.
El Terminal Terrestre de Huarmey es un importante centro de operaciones de las diversas líneas de transporte terrestre. Aquí se detienen los buses interprovinciales en sus viajes para repostar combustible, y para recoger y dejar pasajeros. También tiene restaurantes para uso de los pasajeros y las tripulaciones.

## Contaminación por arsénico
La contaminación por arsénico en Huarmey es un caso de contaminación ambiental y humana por la presencia del metaloide en el distrito de Huarmey, en la provincia homónima en la región Áncash, Perú. A partir de octubre de 2023 se ha determinado a partir de exámenes de tamizaje que 198 personas presentan altos niveles de contaminación por arsénico en los barrios 9 de octubre y Puerto Huarmey, localidades ubicadas en el distrito de Huarmey. Si bien el límite máximo de arsénico para personas no expuestas ocupacionalmente debe ser menor a 20 ug/g creatinina, dos mujeres presentaron niveles de 123,13 ug/g y 187,36 ug/g, seis y nueve veces el límite máximo, respectivamente. También un niño de un año presentó 135,05 ug/g, siete veces más el límite.
De acuerdo al Informe 377-2024-OEFA/DEAM-STEC del Organismo de Evaluación y Fiscalización Ambiental (OEFA) del 29 de diciembre de 2024, la planta de filtración y el edificio de almacenamiento de concentrado de la compañía minera Antamina en Puerto Punta Lobitos son fuentes de partículas fugitivas” y que las aguas subterráneas en el acuífero de Cascajal —ubicado debajo de la zona de reforestación A del bosque de Huarmey de propiedad de Antamina— presentan valores de arsénico que superaron en la mayoría de puntos los Estándares de Calidad Ambiental (ECA), establecidos en 2017. El agua residual del mineroducto de Antamina es tratada para luego ser reutilizada como agua de irrigación en el bosque de Huarmey.

## Galería
- Wikimedia Commons alberga una categoría multimedia sobre Distrito de Huarmey.